# 于子三惨案

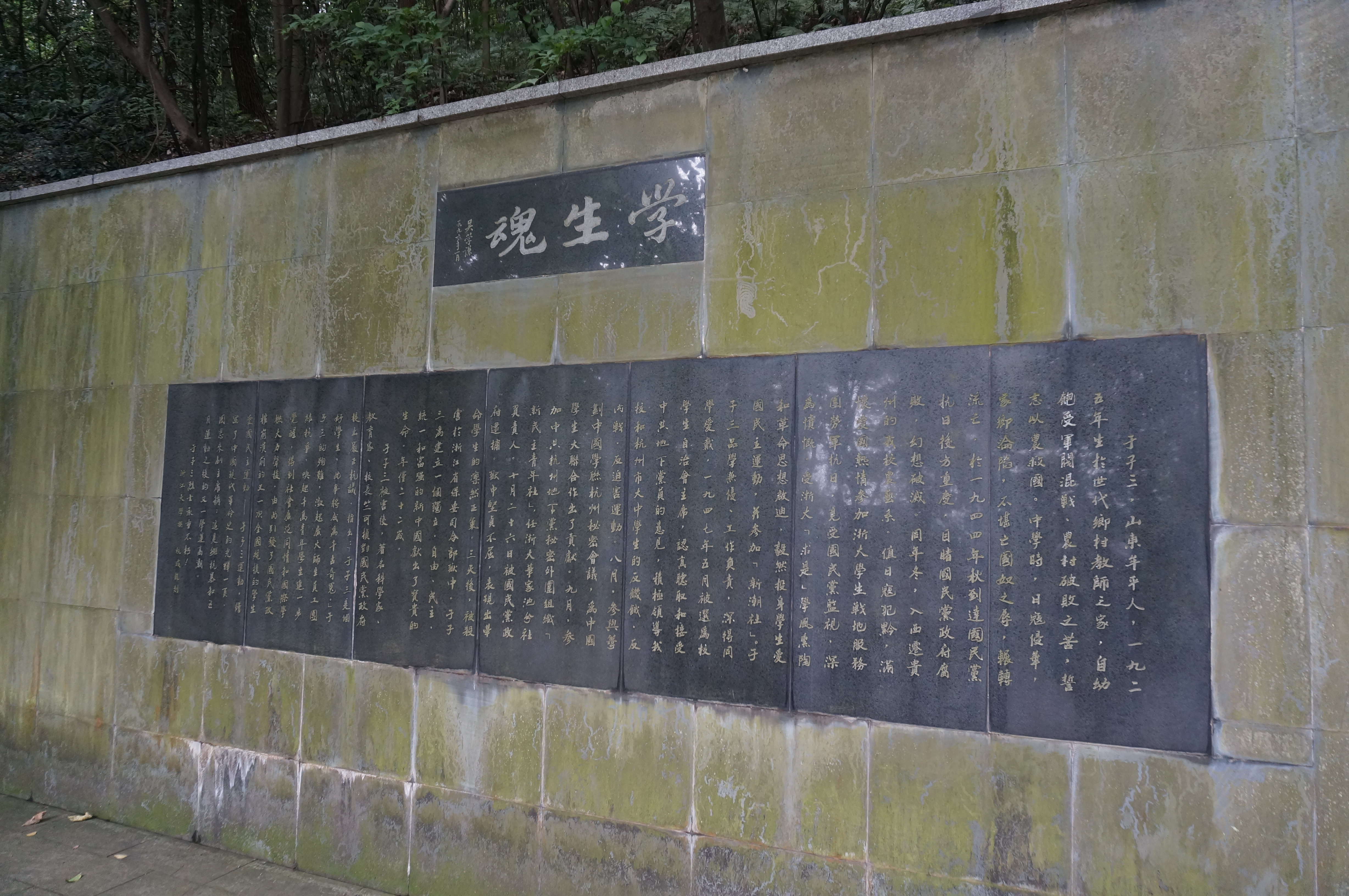
吴学谦题字碑“学生魂”，本纪念碑正是为了纪念于子三惨案而设

于子三惨案，是1947年10月发生的学生死亡事件，被认为是中华民国政府有计划地镇压长三角地区学生运动的一系列事件之一。被害者于子三时为浙大农学院农艺系的大四学生，遭到政府秘密逮捕，并死于监狱中。被捕前，他曾经是浙江大学的学生会主席，同时也负责新民主青年社华家池分社、新潮社两个学生社团的活动和浙大学生会同全国学联的联系。

## 背景
沪宁杭地区是国共双方的共同战略要地。1947年夏，蒋经国在苏州、嘉兴两地举办青年军夏令营，推行的策略即“以口号对口号，以组织对组织，以行动对行动”；作为回应，中共中央上海局也派遣青年组成员洪德铭等人以期在沪宁杭地区加强学生工作。
青年军夏令营曾经吸收了一批浙江大学的中共党、团分子，这批学生返校后立刻夺取学生会的领导层职位；洪德铭来到杭州后，也着手调整浙大党支部的领导组成，发展下属党员，并建立了青年翼，即新民主青年社。同时，他在浙大学生自治会中创立了党的特别小组，马上开始策划普选学生自治会。同时，政府开始计划对学生自治会会长于子三采取行动。

## 经过

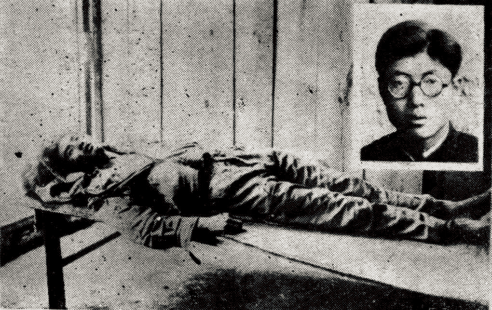
于子三在浙江保安司令部看守所的遗体

10月25日，于子三进杭州市区参加校友的婚礼后，夜宿大同旅馆。10月26日凌晨2时，国民党中统浙江室派出了多位特工，将他和其他三位同学一起秘密抓捕到浙江省保安司令部监狱。中统人员试图从他口中获取中共地下党线索，目的在于从浙大的地下党开始顺藤摸瓜摧毁沪宁杭地区乃至政府控制区的学生运动，严刑逼供，但未果。
1于子三当时是农学院三年级学生、浙大学生自治会会长。被捕后，学生罢课集会抗议，校方多方营救。11月29日，竺可桢获保证于子三将在当日移交法院，因而亲自前往探访，却被告知于子三以碎玻璃“畏罪自杀”；校长竺可桢拒确认死因，随后浙大公开于子三事件经过。
11月30日，浙大爆发学潮，学生自10月30日起罢课三天，浙大教授会亦决议11月3日罢教一日以声援抗议。11月2日，中共借此次事件通过学生自治会普选，選獲取學生會的領導權，随后开始煽动学生示威游行。校长竺可桢前往南京访问政府高官陈情无果，于11月4日接受《申报》等媒体记者访问。

## 反响
事件经由媒体曝光后，清华大学、北京大学、南开大学、厦门大学等校陆续罢课声援。国民政府后通过法庭公审此案。11月17日，三位学生和律师当庭驳斥了当局提供的伪造证据，11月20日，法院仍判处其他三名学生各7年徒刑。在法院宣判被审学生有罪后，浙大等校学生继续抗议性罢课。

### 政府
于子三死后，国民政府对外宣称于子三用玻璃割喉自杀。同月31日起，政府戒严杭州全城，封锁新闻，检查信件和电话电报。为制止学生运动进一步扩大，中华民国教育部向全国大专院校发出“制止响应浙大学生罢课举动”的代电及附件。此外，国民政府后通过法庭公审此案。11月20日，法院判处其他三名学生各7年徒刑。

### 学生

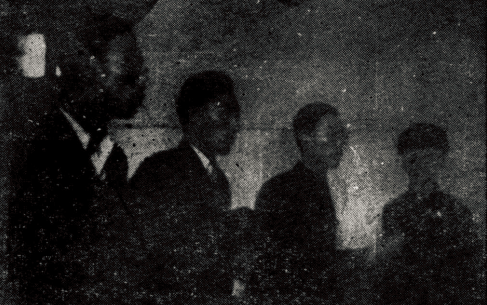
1947年，陈建新、黄世民、郦伯瑾三人，被判处七年徒刑

事件发生后，洪德铭领导的杭州中共地下党组织做出了“揭露事实、打击当局、保护学生”的决定，提出了“反对迫害、争取自由、求得生存”的宣传主旨，发动群众在浙江大学内外开展宣传活动并向政府申诉，以反对政府。同学会在校内提出口号，呼吁学生完成同学会普选以纪念于子三。浙大师生和员工自11月起一致罢课、罢教、罢研、罢工以示抗议。浙大校长竺可桢更是于4日赴南京，向教育部申诉，同月5日又向《申报》、《大公报》宣传于子三惨案。
11月3日开始，钱瑛领导的中共上海局青年组召开会议，决定乘机扩大斗争规模，发动所有国统区的学生、群众开展学生运动，以期声援；同月4日起，清华大学、北京大学、南开大学、厦门大学等校陆续罢课声援；8日，浙大学生会发表公告《天堂血泪》，阐述惨案情况，通过各种渠道散布到全国各个大学和省内各大中学。全国学联发表了《为抗议政府摧残学生争取人权保障告全国同学同胞书》，号召学生开展运动；此外，浙大在校内举办多个活动以宣传，包括了一场于子三遗物展；并派出了宣传员，在杭州市内各校、部分工厂及街头及上海等外地开展针对该事件的宣传、控诉活动。
在中华民国教育部发出制止抗议活动代电后，抗议运动没有停止。11月16日，浙大举行公祭大会，灵堂上悬挂着全国各地寄来的近千幅挽联。直至次年8月下旬，全国累计有二十余城市十余万学生罢课，另有十五万余学生参加集会、游行或以资助等方式参与相关声援活动。
国民政府开庭公审其他三名学生陈建新、黄世民、郦伯瑾。11月17日，三位学生和律师当庭驳斥了当局提供的伪造证据。在法院宣判被审学生有罪后，浙大等校学生第二次抗议性罢课。11月底、12月初，对于该案引发的全国性学生运动，中共上海局青年组进行了总结，认为学生运动达到目的，可以适当暂停并转入群众工作，重点发展中共党组织和亲共力量，使学生运动的成果进一步坚固。当年12月中旬，中共上海局在杭州建立工作委员会，洪德铭担任书记。该组织在杭州发展了一批中共组织，其中包括了中共杭州中学区委。

### 校方
竺可桢一边到凤凰山亲自为于子三墓地选址，一边却告诫学生不得任意出外游行，然而其中间派的态度为学生们所不齿，引发拒竺情绪。当局同意1948年1月4日由浙大学生举行集体葬礼的提议，却围绕送葬队伍的路线、是否允许有仪仗和挽联等问题纠缠，最终当局禁止学生出殡，甚至还派出流氓队伍冲进学校，骚扰和殴打学生；直至3月14日，于子三方才入葬凤凰山。
浙大历来为政府高官所眷顾，蒋介石父子、陈布雷、陈立夫、朱家骅都往往念及乡情抑或是校友情，二二八事件后转任浙江省长的陈仪在竺可桢日记里也被指“故可说浙大为其母校”，因为在学潮问题上都能对浙大网开一面。1949年8月，教育部转达总统府密令逮捕“国际学联活动分子”、“历次主动罢课人员”、“反动刊物之主编人”等在内的职业学生，陈仪即附和竺可桢，称“主张疏导，不主张操切从事”。

## 纪念

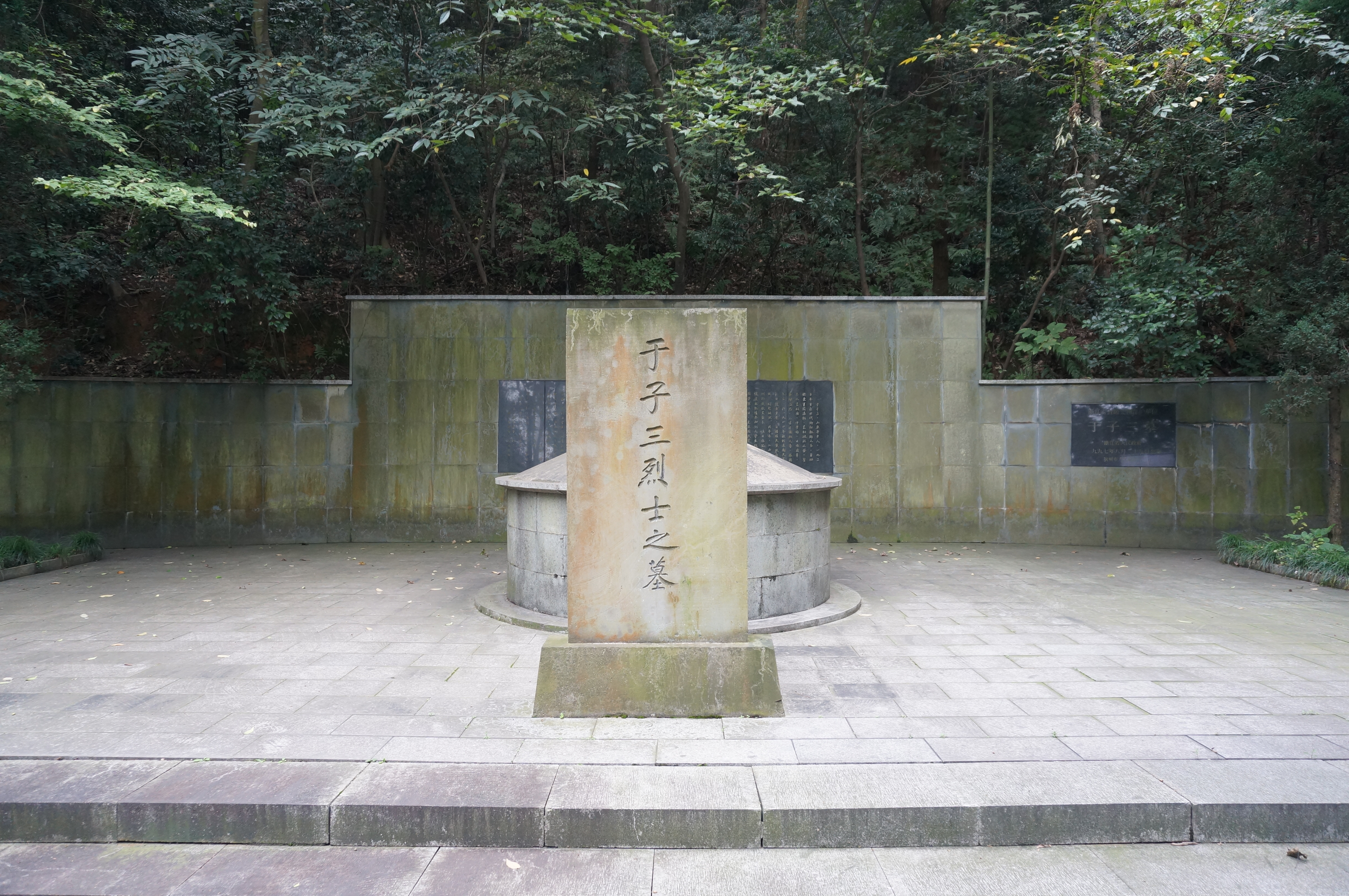
位于万松书院内于子三墓

1948年3月14日，于子三被安葬在万松书院内，现为浙江省文物保护单位。

## 延伸阅读
- 余鸿林，张磊主编. . 杭州: 杭州大学出版社. 1993.11. ISBN 7-81035-450-7.
- 李景先等编. . 杭州: 浙江大学出版社. 1987.10. ISBN 7-308-00040-0.
- 丛木，达人著. . 学生导报社. 1947.